# Jessie Rogers
Jessie Rogers (Goiânia, Goiás; 8 de agosto de 1993) es una actriz pornográfica y modelo brasileña-estadounidense.

## Primeros años
Jessie Rogers nació en Goiânia, Brasil. Asistió a la preparatoria El Camino High School en South San Francisco, California, en 2008, e hizo algunos trabajos como modelo en Nueva York antes de su carrera como actriz pornográfica.

## Carrera pornográfica
Jessie Rogers debutó en la industria del cine pornográfico pocos días después de que cumpliera dieciocho años de edad en agosto de 2011. En 2012 se sometió a un aumento de senos, tomándola de una copa A a una D. Ese mismo año, interpretó en una parodia porno a Emma Bunton una de las chicas de Spice Girls. Jessie Rogers se retiró del cine porno en diciembre de 2012. Ella está de vuelta en la industria.

## Carrera comoyoutuber
Jessie Rogers se mantiene en presencia a través de su canal de YouTube, que incluye su video viral titulado "6 Reasons Why You Can Still Hate The Miami Heat". Además de hacer gameplays de League of Legends y Call of Duty: Black Ops II.

## Activismo
Jessie Rogers se convirtió en un defensora para el uso obligatorio del condón en películas pornográficas y previsión social para los artistas, poco después de su retiro.

## Premios y nominaciones
| Año  | Ceremonia        | Resultado | Premios                                                |
| ---- | ---------------- | --------- | ------------------------------------------------------ |
| 2012 | NightMoves Award | Nominada  | Best New Starlet                                       |
| 2013 | AVN Award        | Nominada  | Best New Starlet                                       |
| 2013 | Premios XBIZ     | Nominada  | Best New Starlet                                       |
| 2013 | XRCO Award       | Nominada  | Cream Dream                                            |
| 2013 | NightMoves Award | Ganadora  | Best Ass (Fan's Choice)                                |
| 2014 | Premios XBIZ     | Nominada  | Mejor Escena Parodia (con Misty Stone y Xander Corvus) |